# Ben Charles Edwards
Ben Charles Edwards este un regizor de film, producător și scenarist britanic.  La lansarea debutului lui Edwards, British Film Institute a remarcat că „Charles Edwards a creat o lucrare distinctă, admirabilă, care pare să fi apărut din marginile nevăzute ale cinematografiei britanice”. A regizat filme ca Father Of Flies (2019), Quant (2020) sau The Wheels of Heaven (2025). La ultimul a filmat în Los Angeles, Londra și Bulgaria.